# Železniška postaja Škofljica
Železniška postaja Škofljica je ena izmed železniških postaj v Sloveniji, ki oskrbuje bližnje naselje Škofljica. Leži na Dolenjski cesti 470.
Postajo prečkajo vlaki na relacijah Ljubljana–Novo mesto–Metlika in Ljubljana–Kočevje.